# Bedlno
Bedlno (německy Wedl) je malá vesnice, část města Jesenice v okrese Rakovník ve Středočeském kraji. V roce 2011 zde trvale žilo osmnáct obyvatel.

## Historie
První písemná zmínka o vesnici pochází z roku 1275.

## Obyvatelstvo
Při sčítání lidu v roce 1921 zde žilo 147 obyvatel (z toho 81 mužů), z nichž bylo dvanáct Čechoslováků a 135 Němců. Kromě osmi evangelíků se hlásili k římskokatolické církvi. Podle sčítání lidu z roku 1930 měla vesnice 157 obyvatel: dvanáct Čechoslováků a 145 Němců. Stále zde žilo osm evangelíků a ostatní byli římskými katolíky.
| Rok            | 1869 | 1880 | 1890 | 1900 | 1910 | 1921 | 1930 | 1950 | 1961 | 1970 | 1980 | 1991 | 2001 | 2011 | 2021 |
| -------------- | ---- | ---- | ---- | ---- | ---- | ---- | ---- | ---- | ---- | ---- | ---- | ---- | ---- | ---- | ---- |
| Počet obyvatel | 146  | 151  | 139  | 139  | 157  | 147  | 157  | 49   | 54   | 55   | 53   | 19   | 16   | 18   | 15   |
| Počet domů     | 20   | 24   | 26   | 27   | 29   | 29   | 31   | 28   | 28   | 20   | 16   | 15   | 16   | 18   | 17   |

## Obecní správa
Při sčítání lidu v letech 1850–1960 Bedlno bylo samostatnou obcí, se kterým patřilo nejprve do okresu Podbořany, ale od roku 1960 v okrese Rakovník. Od 12. června 1960 do 30. června 1975 bylo částí obce Chotěšov v okrese Rakovník. Od 1. července 1975 je částí města Jesenice v okrese Rakovník.